# Aeroporto de Guajará-Mirim
O Aeroporto de Guajará-Mirim (IATA: GJM, ICAO: SBGM) é um aeroporto localizado as margens da Estrada do Palheta, no município de Guajará-Mirim, estado de Rondônia.

## Navegação aérea
Uma carta de acordo operacional entre o Brasil e a Bolívia detalha a organização do espaço aéreo das cidades gêmeas Guajará-Mirim e Guayaramerín, onde o serviço de tráfego aéreo é prestado pela torre de Guayaramerín (SLGM) e a rádio Guajará-Mirim (SBGM) a suas respectivas cidades.

## Infraestrutura
É um dos 6 aeroportos do estado de Rondônia incluídos no PDAR – Plano de Desenvolvimento da Aviação Regional, do Governo Federal, criado em 2012.
Atualmente, a situação do aeroporto é de abandono. Ele segue interditado desde 2012; operando apenas voos militares.

## Companhias aéreas e destinos
Atualmente, nenhuma companhia aérea opera no local.